# Nouvelle Revue de psychosociologie
La Nouvelle Revue de psychosociologie est une revue semestrielle à comité de lecture publiée par le Centre international de recherche, formation et intervention en psychosociologie (CIRFIP) depuis 2006. Aux côtés de son approche psychologique et sociologique, elle prône une approche multiréférentielle (anthropologie, histoire, psychanalyse, économie notamment). Ses objets sont de façon privilégiée les questions qui concernent les systèmes sociaux, la culture, les représentations sociales, les conduites et les processus inconscients.

## Présentation
Elle est référencée par le HCERES en psychologie en 2017. Elle est également référencée par le réseau des bibliothèques universitaires Mir@bel et par la base de données du CNRS JournalBase. Elle est éditée par les éditions Érès.
Florence Giust-Desprairies et Gilles Arnaud sont rédacteurs en chef de la revue.